# Herman (ciruela)
Herman es una variedad cultivar de ciruelo (Prunus domestica), de las denominadas ciruelas europeas, es marca registrada®.
Una variedad de ciruela criada en la década de 1970 en "Balsgard (SLU)" en el sur de Suecia, mediante el cruce de las variedades 'Czar' x 'Ruth Gerstetter'.
Las frutas son de tamaño mediano a grande, piel de color azul violeta oscuro recubierta de pruina azul pálido, sutura con línea bien visible, y su pulpa color amarillo verdoso brillante, con textura medianamente jugosa, y sabor agrio ligeramente dulce.
Tolera las zonas de rusticidad según el departamento USDA, de nivel 1 a 3.

## Historia
'Herman' es una variedad de ciruela obtenida por el cruce de las variedades 'Czar' como "Parental Madre" x  el polen de 'Ruth Gerstetter' como "Parental Padre", en la década de 1970 en "Balsgard (SLU)" en el sur de Suecia.
'Herman' está cultivada en diversos bancos de germoplasma de cultivos vivos, tales como en National Fruit Collection (Colección Nacional de Fruta) de Reino Unido con el número de accesión: 1975-350 y Nombre Accesión : Herman. Recibido por "The National Fruit Trials" (Probatorio Nacional de Frutas)  para evaluar sus características en 1975.

## Características
'Herman' árbol de crecimiento fuerte con copa ancha. Da la mejor cosecha en una posición soleada plantada en un suelo nutritivo y bien drenado. Tiene un tiempo de floración que comienza a partir del 14 de abril con el 10% de floración, para el 18 de abril tiene una floración completa (80%), y para el 25 de abril tiene un 90% de caída de pétalos.
'Herman' tiene una talla de tamaño medio a grande, de forma ovalada oblonga, con peso promedio de 27.30 g;epidermis tiene una piel de grosor medio y color  azul violeta oscuro recubierta de pruina azul pálido, sutura con línea bien visible, de color algo más oscuro que el fruto, situada en una depresión muy suave, algo más acentuada junto a cavidad peduncular; pedúnculo de longitud medio 10.27 mm de calibre mediano, con escudete muy marcado, con la cavidad del pedúnculo estrecha, poco profunda, rebajada en la sutura y más levemente en el lado opuesto; pulpa de color amarillo verdoso brillante, con textura medianamente jugosa, y sabor agrio ligeramente dulce.
Hueso de fácil deshuesado, grande, alargado, zona ventral poco sobresaliente, superficie rugosa.
Su tiempo de recogida de cosecha se inicia a finales de julio e inicios de agosto.

## Usos
Se usa comúnmente como postre fresco de mesa buena ciruela de postre de fines de verano, y muy apta para procesamientos de conservas y de mermeladas.

## Cultivo
Características generales, variedad que está bien adaptada a los climas del norte, es ciruela autofértil pero se beneficia de la polinización cruzada con otra variedad polinizadora del Grupo 2. Requiere ubicaciones soleadas, suelo fértil con suficiente humedad.
Variedad cultivada principalmente en Suecia, Reino Unido, y Noruega.